# Mathieu Halleguen
Mathieu Halleguen (* 11. Oktober 1988) ist ein französischer Straßenradrennfahrer.
Mathieu Halleguen gewann 2008 die zweite Etappe beim Circuit du Mené und konnte so auch die Gesamtwertung für sich entscheiden. Im nächsten Jahr fuhr er für die Amateurmannschaft Cote d’Armor Cyclisme. Hier gewann er eine Etappe sowie die Gesamtwertung der Tour d’Eure-et-Loir und war bei Paris–Tours U23 erfolgreich. Von 2010 bis 2012 fuhr Halleguen für das französische Continental Team Bretagne-Schuller.

## Erfolge
2009
- Paris–Tours U23

## Teams
- 2010 Bretagne-Schuller
- 2011 Bretagne-Schuller
- 2012 Bretagne-Schuller